# Le Cœur du guerrier
Pour plus de détails, voir Fiche technique et Distribution.
Le Cœur du guerrier (El corazón del guerrero) est un film espagnol réalisé par Daniel Monzón, sorti en 1999.

## Synopsis
Beldar et Sonja, deux voleurs, s'emparent d'une relique dans la crypte de la secte de l'Ordre des milles yeux. Mais l'objet est porteur d'une malédiction et Beldar se retrouve transporté à Madrid dans la peau d'un adolescent.

## Fiche technique
- Titre : Le Cœur du guerrier
- Titre original : El corazón del guerrero
- Réalisation : Daniel Monzón
- Scénario : Daniel Monzón
- Musique : Roque Baños
- Photographie : Carles Gusi
- Montage : Iván Aledo
- Production : Eduardo Campoy, Gerardo Herrero et Javier López Blanco
- Société de production : Creativos Asociados de Radio y Televisión, Televisión Española et Tornasol Films
- Pays :  Espagne
- Genre : Action, aventure, drame et fantastique
- Durée : 110 minutes
- Dates de sortie : 
  -  Espagne : 17 décembre 1999 (Spanish Film Screenings for Europe), 21 janvier 2000

## Distribution
- Fernando Ramallo : Ramón
- Neus Asensi : Sonia / Sonja
- Joel Joan : Beldar
- Javier Aller : El Acólito
- Santiago Segura : Netheril / Carlos José
- Adrià Collado : Adolfo del Prado
- Jimmy Barnatán : Javi
- Montse Guallar : Pilar
- Juan Díaz : Víctor
- Rubén Ochandiano : Raúl
- Elio González : Nacho
- Enrique Arce : Enrique Krauel
- Niko Lizeaga : Isthar
- Domingo Chinchilla : Slinker
- Adolfo Fernández : le commissaire Balbuena
- Antonio de la Torre : l'agent Pellizer

## Distinctions
Le film a été nommé pour deux prix Goya.